# زنبلان
زنبلان هي قرية في مقاطعة أرومية، إيران. عدد سكان هذه القرية هو 127 في سنة 2006.